# Ozero Zolva
Ozero Zolva (ryska: Озеро Золва) är en sjö i Belarus.   Den ligger i voblasten Vitsebsks voblast, i den norra delen av landet, 180 km norr om huvudstaden Minsk. Ozero Zolva ligger 137 meter över havet. Arean är 0,13 kvadratkilometer. Den sträcker sig 1,0 kilometer i nord-sydlig riktning, och 0,5 kilometer i öst-västlig riktning.
I omgivningarna runt Ozero Zolva växer i huvudsak blandskog. Runt Ozero Zolva är det glesbefolkat, med 18 invånare per kvadratkilometer.